# Libre (canción de Tristania)
«Libre» es una canción de la banda noruega de metal gótico Tristania, siendo el segundo y último sencillo extraído de su cuarto álbum de estudio, Ashes  (2005).  
Fue publicada por la casa discográfica SPV, en mayo de 2005.

## Historia
"Libre" fue escrita por Kjartan Hermansen, un compositor poco habitual  y webmaster de la página oficial de la banda. Hermansen fue un colaborador cercano de Tristania durante la producción de Ashes; también se le acredita la composición de "Circus", incluida en el mismo álbum.
La canción es potente y directa, dominada por la desgarradora voz gutural de Kjetil Ingebrethsen, con algunos intermedios de Vibeke Stene. Østen Bergøy solamente participa con unas cuantas líneas hacia el final de la pieza.

## Vídeo musical
"Libre" ofrece el segundo vídeo consecutivo de Tristania, luego de ”Equlibrium”, publicado dos meses antes.
El audiovisual fue producido por el director sueco Mats Lundberg, quien previamente hizo una versión personal fílmica de "Heretique". Está basado en la misma técnica utilizada en ese vídeo con ciertas variaciones, al presentar escenas oscuras y una animación similar a un flipbook o stop motion.  
Este trabajo, algo grotesco y muy comentado por la propia banda, fue descrito por ellos como que "Hay que esperar sangre empapada, algo  desgarrado y agujereado, podrido-desde-las entrañas... de vídeo".

## Créditos
- Vibeke Stene - Voz femenina
- Kjetil Ingebrethsen - Voz gutural
- Østen Bergøy - Voz limpia masculina
- Anders H. Hidle - Guitarras
- Rune Østerhus - Bajo
- Einar Moen - Sintetizadores y programación
- Kenneth Olsson - Batería